# MediaPortal
MediaPortal är en fri mediaspelare med öppen källkod. Dess utseende påminner om Windows Vista eller Windows XP Media Center och programmet har ungefär samma funktioner. Det kan installeras på system utan Media Center som till exempel Windows XP Home Edition och Professional.

## Gränssnitt
Till skillnad från Media Center kan MediaPortal hämta väderkartor samt byta skal.

## Uppspelningsformat
MediaPortal klarar alla format om respektive kodek finns installerad på datorn.